# 东平镇 (阳江市)
东平镇，是中华人民共和国广东省阳江市阳东区下辖的一个乡镇级行政单位。

## 行政区划
东平镇下辖以下地区：
东平社区、沙坪村、海朗村、口洋村、瓦北村、允泊村、大湴村、北环村、大澳渔委会、双安村、莲北村、良洞村、太阳升渔委会、鹏程渔委会、海胜渔委会、红星渔委会、先锋渔委会、东方红渔委会、红旗渔委会和永利渔委会。